# Discovery Bay (Jamajka)
Discovery Bay – miasto na Jamajce, w regionie Saint Ann. W mieście znajduje się port lotniczy Puerto Seco.